# Dimíni
Dimíni (grec moderne : Διμήνι; forme ancienne: Diminion) est un village près de la ville de Vólos, en Thessalie (centre de la Grèce), dans la préfecture du nome de Magnésie. C'était le siège de l'ancienne municipalité d'Aisonia, devenue un district municipal du nouveau dème de Vólos.

## Histoire
On retrouve deux sites archéologiques dans la région de Dimíni, soit un site mycénien et un site néolithique. Ce dernier fut découvert à la fin du XIXe siècle, et les premières fouilles ont été effectuées par les archéologues grecs Christos Tsountas et Valerios Stais.

### Culture de Dimíni
En 1886, H. G. Lolling et P. Wolters ont trouvé un tombeau mycénien (tholos), connu sous le nom de Lamiospito. En 1901, Valerios Stais découvre un autre tholos sur la colline du site néolithique. Il travailla sur le site de Dimíni de 1901 à 1903 en compagnie de Christos Tsountas. En 1977, les fouilles du site néolithique continuent avec George Chourmouziadis.
Les fouilles du site mycénien de Dimíni commencent en 1980 avec Vasiliki Adrymi-Sismanis. Puis en 2001, les archéologues découvrent des ruines de palais. Il pourrait s'agir de l'antique Iolcos. Une stèle écrite en Linéaire B a aussi été découverte.
Selon « La théorie de l'invasion », les membres de la culture néolithique de Dimíni seraient les responsables de la conquête violente de la culture de Sesklo aux environs de -5000. Donc, selon cette théorie, les « Diminiens » et les « Seskloïens » seraient deux cultures totalement distinctes.
Cependant, Ioannis Lyritzis fournit une histoire différente concernant les relations entre les cultures de Dimíni et de Sesklo. Avec l'aide de R. Galloway, ils ont comparé des matériaux en céramique provenant de Sesklo et Dimíni utilisant la datation par thermoluminescence. Il a découvert que les habitants du site de Dimíni apparaissent autour de -4800, soit quatre siècles avant la chute de la civilisation de Sesklo (en -4400). Lyritzis en conclut que les « Seskloïens » et les « Diminiens » ont coexisté durant une période de temps.
La culture néolithique de Dimini est caractérisée par des vases à col droit et panse ovoïde. Leur décor est marqué par des motifs de losanges et de lignes brisées, soulignés de rouge sur un fond clair.

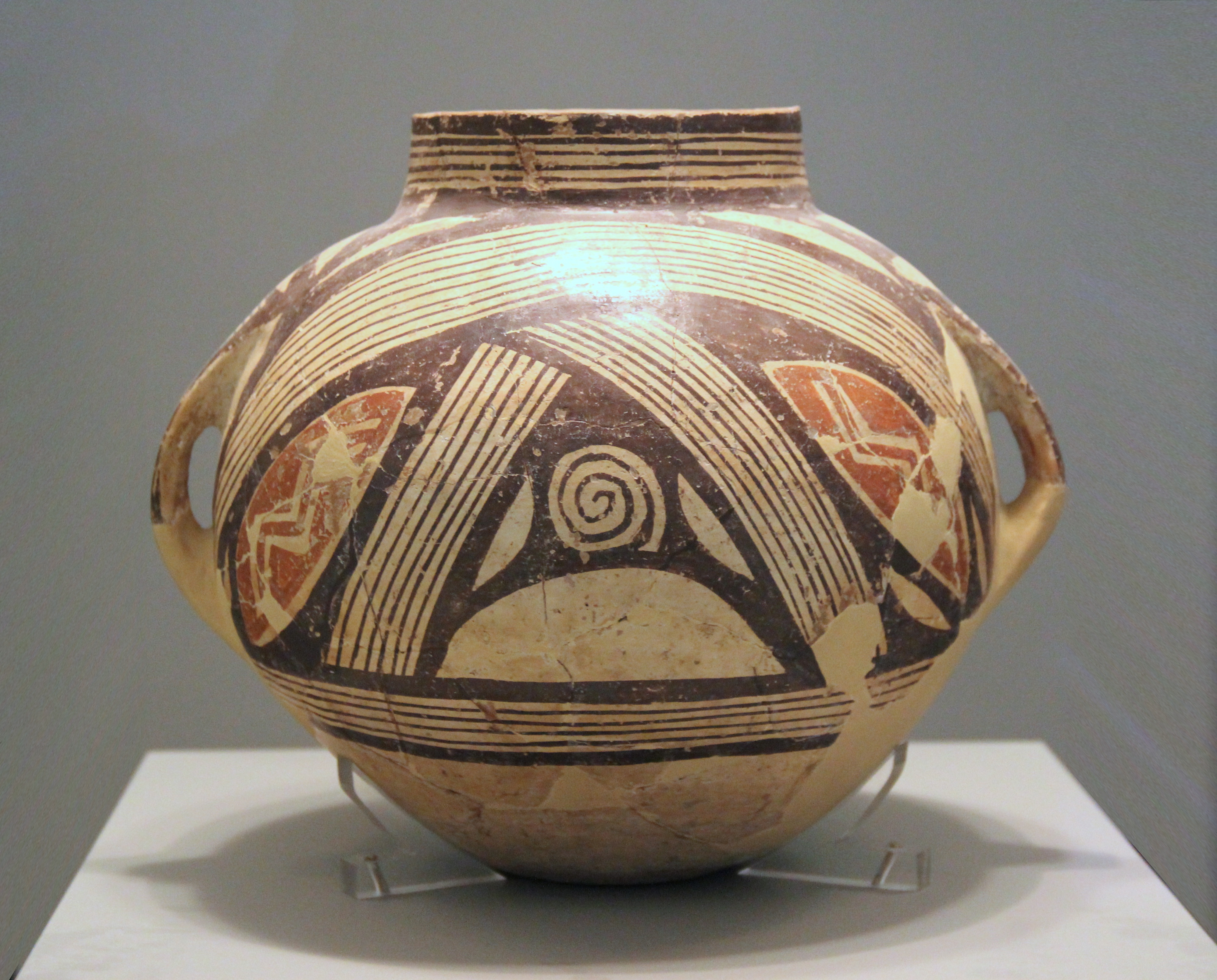
Vase d'argile à décoration géométrique polychrome, Dimini, 5300-3300 av. J.C., Musée archéologique d'Athènes.

## Sources
- (en) Cet article est partiellement ou en totalité issu de l’article de Wikipédia en anglais intitulé « Dimini » (voir la liste des auteurs).